# Jeremia beklagt die Zerstörung Jerusalems
Jeremia beklagt die Zerstörung Jerusalems ist ein Bild von Rembrandt van Rijn, das er im Jahr 1630 malte. Es befindet sich seit 1939 im Rijksmuseum Amsterdam.

## Titel
Die Benennung des Bildes hat keinen Anhalt an historischen Dokumenten. Für die Identifizierung der Hauptfigur wurden auch andere biblische Personen vorgeschlagen, unter anderem Lot nach dem Untergang von Sodom und Gomorra. Verschiedene Details deuten jedoch auf den Propheten Jeremia nach der Zerstörung Jerusalems im Jahr 586 v. Chr. gemäß dem Bericht des Jeremiabuchs (Jer 39  und Jer 40,1–6 ).

## Beschreibung
Beherrschend in der Bilddiagonale ist ein bärtiger Greis zu Füßen einer mächtigen Säule halb liegend dargestellt, der traurig grübelnd seinen Ellbogen auf einen mächtigen Folianten stützt. Das Buch trägt auf dem Schnitt die Aufschrift BiBeL. Davor steht eine Silberschale mit goldenen Gefäßen und Schmuckstücken. Diese werden als das „Geschenk“ gedeutet, das Jeremia bei seiner Freilassung von Nebusaradan, dem Leibwachenkommandanten Nebukadnezars, erhielt (Jer 40,5 ). Als Modell für die Figur wählte Rembrandt seinen Vater.
In der Ferne sind ein geborstener Tempel und die Ruinen einer Stadt in Flammen angedeutet sowie Figuren, die vielleicht noch etwas retten wollen oder fliehen. Eine Person in schweren Gewändern, die beide Fäuste in die Augenhöhlen presst, wird als der geblendete König Zedekia (Zidkija) gedeutet (Jer 39,7 ).
Die Hauptfigur ist nicht isoliert dargestellt, sondern eingebunden in den Verlauf des Zerstörungsgeschehens, das die Trauer hervorruft. Nichts wurde in der psychologisch verfeinerten Kunst des 17. Jahrhunderts höher bewertet als die Wiedergabe der Emotionen der handelnden Personen in Haltung, Gebärde und Gesichtsausdruck in einem dramatischen Augenblick. Die Stellung der Einzelfigur wird auf diese Weise zum Historienbild. Das Geschehen spiegelt sich in der Haltung und Mimik Jeremias.

## Provenienz
Das Bild befand sich spätestens 1761 im Besitz von Jacob Alewijn (1714–1761, Amsterdam [?]), wurde im selben Jahr vererbt an Margaretha Helena Graafland (1720–1766, Amsterdam [?]) und am 10. Juni 1767 erworben von Fouquet durch anonymen Verkauf beim Amsterdamer Auktionshaus J. Posthumus und H. de Winter. Spätestens 1768 war es im Besitz von Carl Philip César (1725–1795, Unter den Linden 34, Berlin) und wurde am 1. Juli 1778 käuflich erworben durch Alexander Alexandrovich Golovkin (1732–1781, Paris). Spätestens 1793 war es unter dem Titel Le philosophe en méditation im Besitz von Alexander Sergeievich Stroganoff (1733–1811, Nevsky Prospekt 17, Sankt Petersburg). Zu unbekannter Zeit wurde es vererbt an Natalia Pavlovna (1796–1872) und Sergei Grigorievich Stroganoff (1794–1882, Sankt Petersburg) und weiter an Sergei Alexandrovich Stroganoff (1852–1923, Sankt Petersburg/Paris). Von diesem kaufte es 1922 Herman Rasch (Stockholm) für 300.000 Francs, von ihm 1939 das Rijksmuseum Amsterdam für 150.000 Gulden.